# Thomas Struth
Thomas Struth (Geldern, 11 de octubre de 1954) es un fotógrafo y artista alemán. Su trabajo con fotografías de gran formato sobre museos, retratos, paisajes e interiores arquitectónicos conforman su obra más conocida.

## Formación
Su vocación artística se inició cuando tenía 13 o 14 años. En 1973 comenzó a estudiar pintura y arte en la Academia de Bellas Artes de Düsseldorf con Peter Kleeman primero y después con Gerhard Richter y en 1976 se cambió a la clase de Bernd Becher para trabajar con el medio fotográfico. En 1978 se trasladó a residir a Long Island al conseguir una beca de la Academia de Bellas Artes. Ha estado impartiendo clases de fotografía en Karlsruhe entre 1993 y 1996.

## Actividad artística
Sus primeros trabajos fueron paisajes urbanos con ausencia de personas, así como escenas en la calle; en ellos se notaba la influencia de Bernd y Hilla Becher y sus recomendaciones de documentación sistemática de los espacios urbanos e industriales. Entre las ciudades que ha ido fotografiando a lo largo de su carrera se encuentran Nueva York, diversas ciudades de Inglaterra, París, Roma, Edimburgo y Tokio (1986). En 2003 fotografió, del mismo modo, diversas ciudades del Perú.
Bajo la posible influencia de August Sander se dedicó a la realización de retratos de familia en los años 1980, empleando al principio la técnica del blanco y negro y después el color y que muestran una relación con la psicología, pues formaron parte de un proyecto conjunto con su amigo el psicólogo Ingo Hartmann, en el que usaron como fuente fotos de las familias de los pacientes. Pero a partir de 1989 comenzó a fotografiar en el interior de los museos y ampliar las fotografías a un formato grande, por lo que establece una especie de paralelismo entre la representación pictórica y la fotográfica. Estas imágenes se convirtieron en su trabajo más conocido. Entre los museos fotografiados se encuentran el Instituto de Arte de Chicago, el Museo del Louvre, la Galería de la Academia de Venecia, el Panteón de Roma, el Museo del Hermitage y el Museo del Prado.
Otra serie la tituló "Fotos del paraíso" y consistía en realizar fotografías selváticas en lugares de Australia, Europa, China, Japón y América, entre 1998 y 2006. Después ha continuado haciendo fotografías de paisajes en un sentido amplio y de modo particular en lo que denomina "no_lugares" o espacios sin personas en los que busca cierta intemporalidad. Una de sus últimas series, comenzada en 2010, trata sobre los espacios de investigación de la ciencia y la industria: institutos de física, astilleros, plantas farmacéuticas o instalaciones nucleares.
Su primera exposición individual en Nueva York la realizó en 1978 cuando finalizaba su formación inicial con una beca de la Kunstakademie (Academia de Bellas Artes). En 1991 recibió el encargo de decorar un hospital en Winterthur con 37 camas: lo hizo colocando frente a cada cama un paisaje  y tras ella fotografías de flores individuales, algunas de estas últimas parecen un homenaje al fotógrafo Karl Blossfeldt; este trabajo se publicó en un libro titulado Dandelion Room en 2001.
En 1992 participó en la Documenta IX. En 1997 recibió el premio Spectrum de la Fundación Niedersachsen. En 2007 fue el primer fotógrafo en exponer en el Museo del Prado.
A continuación se presenta una selección de libros de fotografías publicados y de sus exposiciones realizadas.

## Libros publicados
- Unbewusste Orte / Unconscious Places, Berna 1987
- Museum Photographs, Múnich 1993
- Strangers and Friends, 1994
- Stefen Gronert und Christoph Schreier: Thomas Struth. Straßen. Fotografie 1976 bis 1995, Kunstmuseum Bonn, Colonia, 1995.
- Portraits, Múnich 1997
- Still, Múnich 1998
- Struth, Múnich2000
- Thomas Struth – My Portrait, 2000
- Löwenzahnzimmer, Múnich 2001
- New Pictures from Paradise, Múnich 2002
- Photographien 1977-2002, Múnich 2002
- Pergamon Museum, Múnich 2004
- Museum Photographs, Múnich 2005
- Les Museum Photographs de Thomas Struth. Une mise en abyme, París/Múnich 2005

## Exposiciones
- 1987 Kunsthalle Berna
- 1987 Westfälisches Landesmuseum Münster, Participation à Skulptur.Projekten
- 1991 Carnegie Museum of Modern Art, Pittsburgh, USA
- 1992 Kunstsammlung Nordrhein-Westfalen, Düsseldorf / Participación en Documenta IX, Kassel
- 1992 Museo Hirshhorn y Jardín de Esculturas Washington D. C., USA
- 1993 Kunsthalle de Hamburgo
- 1994 Institute of Contemporary Arts Boston, USA
- 1995 Kunstmuseum Bonn
- 1997 Sprengel Museum, Hannover
- 1998 Museo Stedelijk, Ámsterdam
- 2000 Spazio Oberdan, Milán
- 2000 National Museum of Art, Tokio & Kioto
- 2001 Haifa Museum of Art, Israel
- 2001 Kunstsammlung, Basilea
- 2002 Museo Metropolitano de Arte, Nueva York
- 2002 Museo de Arte Contemporáneo de Los Ángeles
- 2003 Museo de Arte Contemporáneo de Chicago
- 2004 Hamburger Bahnhof (Museum für Gegenwart), Berlín
- 2005 Museo de Arte de Lima
- 2007 Museo del Prado, Madrid
- 2011 Whitechapel Gallery, Londres (retrospectiva)
- 2011 Instituto de Arte Clark, Williamstown (Massachusetts)